# Instrumentale (kompilacja Pezet-Noon)
Instrumentale – kompilacja nagrań polskiego duetu hip-hopowego Pezet-NOON wydana w październiku 2005 roku nakładem oficyny EmbargoNagrania. Na albumie wydanym w formie płyty gramofonowej znalazły się nagrania a capella oraz instrumentalne wersje utworów pochodzące z albumów Muzyka klasyczna (2002) i Muzyka poważna (2004).

## Lista utworów
Opracowano na podstawie materiału źródłowego.
| Strona A 1. „5-10-15” – 1:52 2. „Bez twarzy” – 2:29 3. „Zimnafuzja” – 1:48 4. „Rap robię” – 1:37 5. „Re-fleksje” – 1:41 6. „Seniorita” – 2:27 7. „Slang” – 1:24 8. „Te same dni, te same sny” – 1:50 9. „To tylko ja” – 2:23 10. „Ukryty w mieście krzyk” – 1:33 11. „Muzyka klasyczna” (a cappella) – 0:25 12. „Muzyka poważna” (a cappella) – 0:21 |  | Strona B 1. „To-samo” – 3:15 2. „W branży” – 4:07 3. „Szósty zmysł” – 2:46 4. „Retro” – 1:48 5. „Nie jestem dawno” – 2:18 6. „Tylko raz” – 1:17 7. „Gubisz ostrość” – 1:34 8. „Dziś” – 2:01 9. „A mieliśmy być poważni…” – 0:51 |